# Amis de la Lumière
Les Amis de la Lumière (Association des amis protestants) sont un groupe protestant rationaliste qui se concentre sur les États allemands centraux au XIXe siècle. Ils s'engagent pour ce qu'ils considèrent comme un christianisme rationnel et pratique, ce qui, à long terme, les conduisent à s'éloigner des églises protestantes nationales. Le nom "Amis de la Lumière" repose sur une désignation moqueuse par les opposants, mais elle s'impose rapidement et est parfois reprise comme auto-désignation.
À la suite des actions de l'Église protestante prussienne contre le pasteur rationaliste Wilhelm Franz Sintenis (de) lors de la dispute des images de Magdebourg (de), 16 pasteurs se réunissent le 29 juin 1841 à Gnadau sur invitation du pasteur Leberecht Uhlich en tant que groupe d'opposition interne à l'Église et fondent l'association des amis protestants.
C'est surtout dans la province prussienne de Saxe, mais aussi au-delà, diverses associations locales des Amis de la Lumière voient le jour. Depuis 1842, des assemblées générales se tiennent deux fois par an sous la direction d'Uhlich dans sa ville natale de Köthen. Köthen, dans le duché d'Anhalt-Köthen, est également choisi pour éviter les contre-mesures prussiennes. Lors de l'assemblée de Pentecôte 1844, environ 600 personnes se présentent à Köthen ; lors des manifestations de 1845, elles sont plusieurs milliers. En tant que l'un des moteurs de la révolution de mars de 1848, les Amis de la lumière comptent jusqu'à 150 000 membres.
Initialement, les Amis de la Lumière représentent les vues de la théologie des Lumières.
Le pasteur Gustav Adolf Wislicenus (de) d'Halle pratique une critique biblique qui va au-delà du rationalisme classique et reprend les impulsions de David Friedrich Strauss et Ludwig Feuerbach. Il est renvoyé du service religieux et documente ce processus dans une publication. Puis il construit une communauté protestante libre à Halle lui-même. Les congrégations qu'il fondent et entretient dans le cadre de la pastorale sont ensuite poursuivies par son frère Adolf Timotheus Wislicenus (de), qui a déjà établi une congrégation à Halberstadt en 1847.
Le pasteur Uhlich peut gagner un pastorat à Magdebourg, mais est lui-même sévèrement harcelé par l'État lorsqu'il défend son collègue plus belliqueux Gustav Wislicenus. Sa déposition a eu lieu à la demande du roi prussien Frédéric-Guillaume IV. Il construit ensuite l'église libre de Magdebourg.
Le pasteur Eduard Baltzer (de) a un programme de vie de grande envergure - le végétarisme et les jardins d'enfants Fröbel - qu'il essaie de développer dans son implantation d'églises à Nordhausen. Plus tard, il devient également le premier président de la Fédération des communautés religieuses libres (de). Mais des communautés émergent également dans des régions éloignées en royaume de Prusse, comme à Königsberg en 1846, où Julius Rupp est l'un des membres fondateurs. À Marbourg, Karl Theodor Bayrhoffer (de) fonde son église libre associée aux Amis de la Lumière.
La libre discussion du peuple sur sa foi parait inquiétante au roi et à l'Église, et c'est ainsi que dans la lutte pour une constitution garantissant aussi la liberté de religion, les interdictions et les autorisations se succèdent. En 1845, les assemblées sont interdites, mais le 30 mars 1847, les communautés existantes reçoivent une patente royale leur garantissant le libre exercice de leur religion. La condition préalable est toutefois l'enregistrement des communautés auprès de l'État, ce que la plupart des communautés refusent de faire.
En 1848, Baltzer et Wislicenus participent au pré-parlement de Francfort, Uhlich et Baltzer sont élus à l'Assemblée nationale prussienne. À cette époque, il y a 40 églises dans les États allemands. Après le bref essor de la révolution de 1848/49, la répression a lieu d'autant plus de manière décisive dans l'ère réactionnaire qui suivit. Conformément au concept national-libéral et donc national-œcuménique chrétien des Amis de la Lumière, le contact avec les catholiques nationaux-libéraux est bon dès le début. En 1859, les communautés libres s'unissent aux communautés germano-catholiques pour former la Fédération des communautés religieuses libres.
En Autriche, les Amis de la lumière sont interdits en 1851 et leurs associations dissoutes au motif qu'ils poursuivent les efforts des partis politiques "sous le couvert d'une prétendue croyance religieuse".